# Obeckov
Obeckov é um município da Eslováquia, situado no distrito de Veľký Krtíš, na região de Banská Bystrica. Tem 10,88 km² de área e sua população em 2018 foi estimada em 449 habitantes.

## Demografia
| Ano:        | 1994 | 2004    | 2014   | 2024    |
| ----------- | ---- | ------- | ------ | ------- |
| Broj ljudi: | 424  | 478     | 496    | 433     |
| Razlika:    |      | +12,73% | +3,76% | -12,70% |

| Ano:               | 2023 | 2024   |
| ------------------ | ---- | ------ |
| Número de pessoas: | 424  | 433    |
| Diferença:         |      | +2,12% |